# Ânkhmahor
Ânkhmahor est un des vizirs du pharaon Téti de la VIe dynastie.

## Sépulture
Le mastaba d'Ânkhmahor est situé dans la nécropole de dignitaires installée au nord de la pyramide de Téti non loin du vaste mastaba de Mérérouka. 
Bien que plus modeste que les tombes de ses prédécesseurs Mérérouka ou Kagemni, celle d'Ânkhmahor possède néanmoins des reliefs de très grande qualité dignes du haut personnage qu'il a été à la cour de Téti. Elle est notamment célèbre en raison des scènes à caractère médical qui en ornent les parois ce qui lui a valu d'être souvent baptisée « le tombeau des médecins ».